# Milán-Turín 2019
La 100.ª edición de la clásica ciclista Milán-Turín fue una carrera en Italia que se celebró el 9 de octubre de 2019 sobre un recorrido de 179 kilómetros con inicio en la ciudad de Magenta y final en la ciudad de Turín.
La carrera formó parte del UCI Europe Tour 2019, dentro de la categoría 1.HC. El vencedor fue el canadiense Michael Woods del EF Education First seguido del español Alejandro Valverde del Movistar y el británico Adam Yates del Mitchelton-Scott.

## Equipos participantes
Tomaron parte en la carrera 21 equipos: 16 de categoría UCI WorldTeam; y 5 de categoría Profesional Continental. Formando así un pelotón de 147 ciclistas de los que acabaron 89. Los equipos participantes fueron:
| WorldTeams (16)- Astana - Bahrain-Merida - Bora-hansgrohe - CCC Team - Deceuninck-Quick Step - EF Education First - Groupama-FDJ - Lotto Soudal - Mitchelton-Scott - Dimension Data - Movistar Team - Katusha-Alpecin - Ineos - Team Sunweb - Trek-Segafredo - UAE Team Emirates Equipos continentales profesionales (5)- Androni Giocattoli-Sidermec - Arkéa-Samsic - Bardiani CSF - Nippo Vini Fantini Faizanè - Neri Sottoli-Selle Italia-KTM |
| |

## Clasificación final
- Las clasificaciones finalizaron de la siguiente forma:[4]

| \| Clasificación general \| Clasificación general \| Clasificación general \| Clasificación general \| Clasificación general \| \| Ciclista \| Ciclista \| Equipo \| Tiempo \| \| \| --------------------- \| --------------------- \| --------------------------- \| --------------------- \| --------------------- \| \| 1.º \| Michael Woods \| EF Education First \| 4 h 04 min 48 s \| \| \| 2.º \| Alejandro Valverde \| Movistar Team \| + 0 s \| \| \| 3.º \| Adam Yates \| Mitchelton-Scott \| + 5 s \| \| \| 4.º \| Tiesj Benoot \| Lotto-Soudal \| + 10 s \| \| \| 5.º \| David Gaudu \| Groupama-FDJ \| + 10 s \| \| \| 6.º \| Egan Bernal \| Team Ineos \| + 10 s \| \| \| 7.º \| Bauke Mollema \| Trek-Segafredo \| + 23 s \| \| \| 8.º \| Jakob Fuglsang \| Astana \| + 33 s \| \| \| 9.º \| Kevin Rivera \| Androni Giocattoli-Sidermec \| + 33 s \| \| \| 10.º \| Enric Mas \| Deceuninck-Quick Step \| + 38 s \| \| |                    |                             |                 |
| |                    |                             |                 |
| Fuente: ProCyclingStats |                    |                             |                 |
| Clasificación general |                    |                             |                 |
| Ciclista | Ciclista           | Equipo                      | Tiempo          |
| 1.º | Michael Woods      | EF Education First          | 4 h 04 min 48 s |
| 2.º | Alejandro Valverde | Movistar Team               | + 0 s           |
| 3.º | Adam Yates         | Mitchelton-Scott            | + 5 s           |
| 4.º | Tiesj Benoot       | Lotto-Soudal                | + 10 s          |
| 5.º | David Gaudu        | Groupama-FDJ                | + 10 s          |
| 6.º | Egan Bernal        | Team Ineos                  | + 10 s          |
| 7.º | Bauke Mollema      | Trek-Segafredo              | + 23 s          |
| 8.º | Jakob Fuglsang     | Astana                      | + 33 s          |
| 9.º | Kevin Rivera       | Androni Giocattoli-Sidermec | + 33 s          |
| 10.º | Enric Mas          | Deceuninck-Quick Step       | + 38 s          |

## UCI World Ranking
La Milán-Turín otorgó puntos para el UCI Europe Tour 2019 y el UCI World Ranking, este último para corredores de los equipos en las categorías UCI WorldTeam, Profesional Continental y Equipos Continentales. Las siguientes tablas son el baremo de puntuación y los 10 corredores que obtuvieron más puntos:
| Posición              | 1.º | 2.º | 3.º | 4.º | 5.º | 6.º | 7.º | 8.º | 9.º | 10.º | 11.º | 12.º | 13.º | 14.º | 15.º | 16.º-30.º | 31.º-40.º |
| Clasificación general | 200 | 150 | 125 | 100 | 85  | 70  | 60  | 50  | 40  | 35   | 30   | 25   | 20   | 15   | 10   | 5         | 3         |

| Clasificación |                    |                             |         |
| Posición      | Ciclista           | Equipo                      | General |
| ------------- | ------------------ | --------------------------- | ------- |
| 1.º           | Michael Woods      | EF Education First          | 200     |
| 2.º           | Alejandro Valverde | Movistar                    | 150     |
| 3.º           | Adam Yates         | Mitchelton-Scott            | 125     |
| 4.º           | Tiesj Benoot       | Lotto Soudal                | 100     |
| 5.º           | David Gaudu        | Groupama-FDJ                | 85      |
| 6.º           | Egan Bernal        | INEOS                       | 70      |
| 7.º           | Bauke Mollema      | Trek-Segafredo              | 60      |
| 8.º           | Jakob Fuglsang     | Astana                      | 50      |
| 9.º           | Kevin Rivera       | Androni Giocattoli-Sidermec | 40      |
| 10.º          | Enric Mas          | Deceuninck-Quick Step       | 35      |